# پل مارک
پل مارک (دانمارکی: Povl Mark; ۱۹ ژوئن ۱۸۸۹ – ۱۸ ژانویهٔ ۱۹۵۷) ژیمناست هنری اهل دانمارک بود.